# George Berkeley (gobernador colonial)
George Berkeley (1819-1905) fue un gobernador colonial británico. Participó de las campañas de la Colonia de El Cabo y en Nueva Escocia. Entre 1872 y 1873 fue gobernador de Nigeria. Pasó en 1873 a Antigua y Barbuda donde fue investido por orden de Victoria I como gobernador de las Islas de Sotavento. Cargo que desempeñó entre 1874 y 1881.
| Predecesor: Henry Fowley        | Gobernador de Nigeria 1872-1873           | Sucesor: Charles Cameron Lees   |
| Predecesor: Henry Turner Irving | Gobernador de Antigua y Barbuda 1874-1881 | Sucesor: H.J.B. Bufford-Hancock |

- Datos: Q6129438